# Johan Teodor Nordling
Johan Teodor Nordling, född 19 januari 1826 i Stockholm, död 24 juni 1890 i Uppsala, var en svensk universitetslärare och orientalist. Han var bror till Victor Nordling, gift med Sophie Nordling, far till Johan Nordling och svärfar till Gustaf Ribbing.
Nordling blev student vid Uppsala universitet 1845, filosofie kandidat 1849, filosofie magister och docent där i arabiska språket 1851, adjunkt i österländska språk 1856 och professor i semitiska språk 1876. Åren 1858–1860 företog han en vetenskaplig resa till Tyskland, Schweiz och Frankrike. Under flera år var Nordling förordnad att biträda teologiska fakulteten vid granskningen av den nya bibelöversättningen.